# Hernando Beach
Hernando Beach es un lugar designado por el censo ubicado en el condado de Hernando en el estado estadounidense de Florida. En el Censo de 2010 tenía una población de 2.299 habitantes y una densidad poblacional de 218,69 personas por km².

## Geografía
Hernando Beach se encuentra ubicado en las coordenadas 28°28′5″N 82°40′2″O / 28.46806, -82.66722. Según la Oficina del Censo de los Estados Unidos, Hernando Beach tiene una superficie total de 10.51 km², de la cual 9.11 km² corresponden a tierra firme y (13.38%) 1.41 km² es agua.

## Demografía
Según el censo de 2010, había 2.299 personas residiendo en Hernando Beach. La densidad de población era de 218,69 hab./km². De los 2.299 habitantes, Hernando Beach estaba compuesto por el 97% blancos, el 0.74% eran afroamericanos, el 0.43% eran amerindios, el 0.39% eran asiáticos, el 0% eran isleños del Pacífico, el 0.74% eran de otras razas y el 0.7% pertenecían a dos o más razas. Del total de la población el 4.26% eran hispanos o latinos de cualquier raza.